# Etterby
Etterby – osada w Anglii, w Kumbrii. Leży 1,9 km od miasta Carlisle i 423,2 km od Londynu. W latach 1870–1872 osada liczyła 319 mieszkańców.